# Liane Augustin
Liane Augustin (Berlino, 18 novembre 1927 – Vienna, 30 aprile 1978) è stata una cantante e attrice austriaca.
Ha partecipato in rappresentanza dell'Austria all'Eurovision Song Contest 1958 (seconda partecipazione dell'Austria) gareggiando con il brano Die ganze Welt braucht Liebe e classificandosi al 5º posto finale.